# Mount Olive (Alabama, Jefferson megye)
Mount Olive statisztikai település az USA Alabama államában, Jefferson megyében. Lakosainak száma 4427 fő (2020. április 1.).

## Népesség
A település népességének változása:

| 2010 | 4 079 |
| 2020 | 4 427 |